# Tragiscoschema
Tragiscoschema is een kevergeslacht uit de familie van de boktorren (Cerambycidae). De wetenschappelijke naam van het geslacht werd voor het eerst geldig gepubliceerd in 1857 door Thomson.

## Soorten
Tragiscoschema omvat de volgende soorten:
- Tragiscoschema amabile (Perroud, 1855)
- Tragiscoschema bertolonii (Thomson, 1857)
- Tragiscoschema cor-flavum Fiedler, 1939
- Tragiscoschema elegantissimum Breuning, 1934
- Tragiscoschema holdhausi Itzinger, 1934
- Tragiscoschema inermis Aurivillius, 1908
- Tragiscoschema nigroscriptum (Fairmaire, 1897)